# Chervettes
Chervettes ist eine ehemalige französische Gemeinde mit 182 Einwohnern (Stand: 1. Januar 2019) im Département Charente-Maritime in der Region Nouvelle-Aquitaine (vor 2016: Poitou-Charentes). Sie gehörte zum Arrondissement Rochefort (bis 2017: Arrondissement Saint-Jean-d’Angély) und zum Kanton Saint-Jean-d’Angély. Die Einwohner werden Chevrettais genannt.
Mit Wirkung vom 1. Januar 2018 wurden die früher selbstständigen Gemeinden Vandré, Chervettes und Saint-Laurent-de-la-Barrière zur Commune nouvelle La Devise zusammengelegt und haben in der neuen Gemeinde den Status einer Commune déléguée. Der Verwaltungssitz befindet sich im Ort Vandré.

## Geographie
Chervettes liegt etwa 40 Kilometer ostsüdöstlich von La Rochelle am Fluss Devise. Umgeben wird Chervettes von den Nachbarorten Breuil-la-Réorte im Norden, Puyrolland im Osten und Südosten, Saint-Laurent-de-la-Barrière im Süden sowie Vandré im Westen.

## Bevölkerungsentwicklung
| Jahr                      | 1962 | 1968 | 1975 | 1982 | 1990 | 1999 | 2006 | 2013 |
| Einwohner                 | 158  | 121  | 105  | 103  | 95   | 124  | 128  | 145  |
| Quelle: Cassini und INSEE |      |      |      |      |      |      |      |      |

## Sehenswürdigkeiten
- Kirche Notre-Dame-de-l’Assomption (Mariä Himmelfahrt)

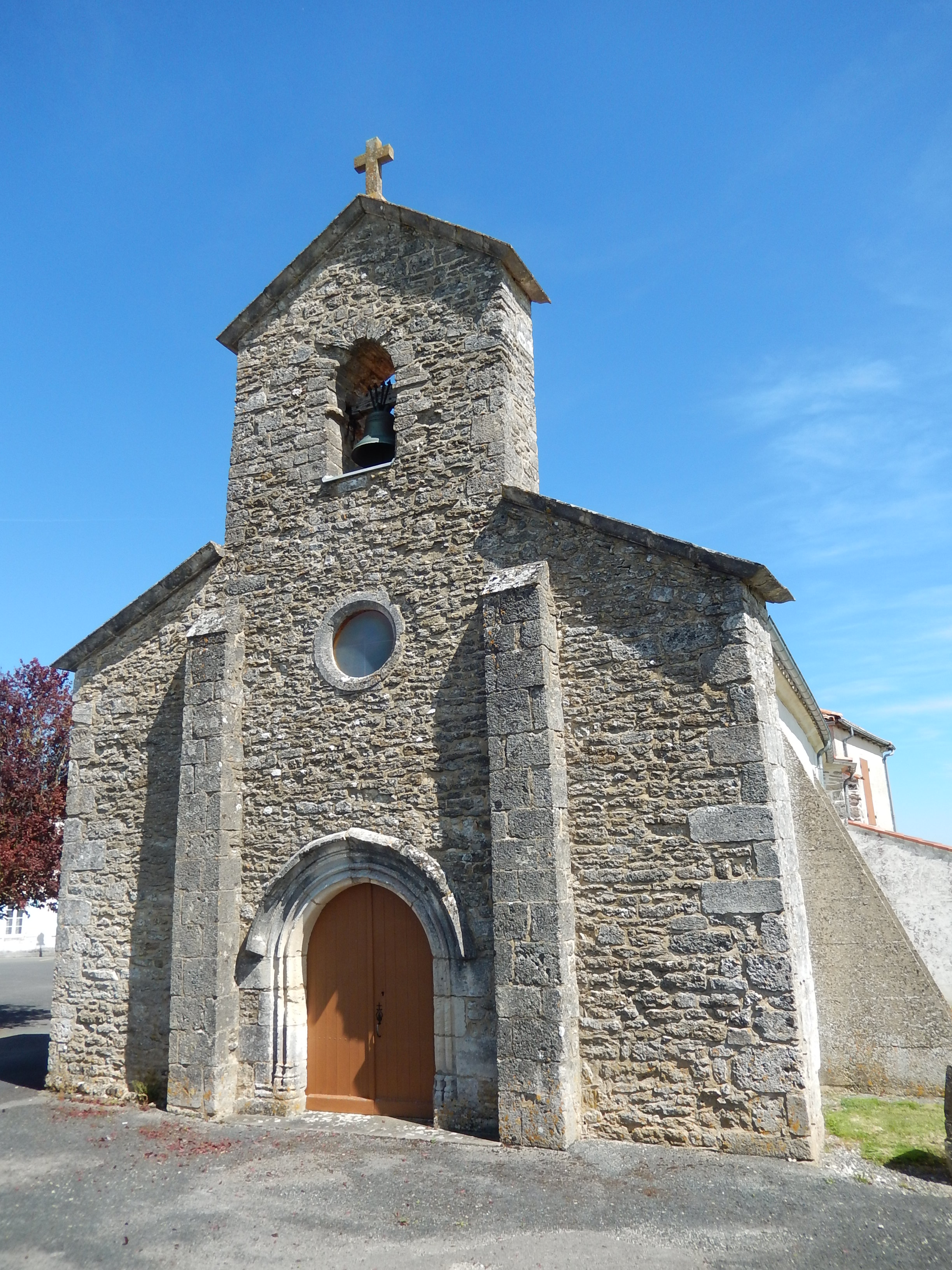
Kirche Mariä Himmelfahrt